# 蟹八件

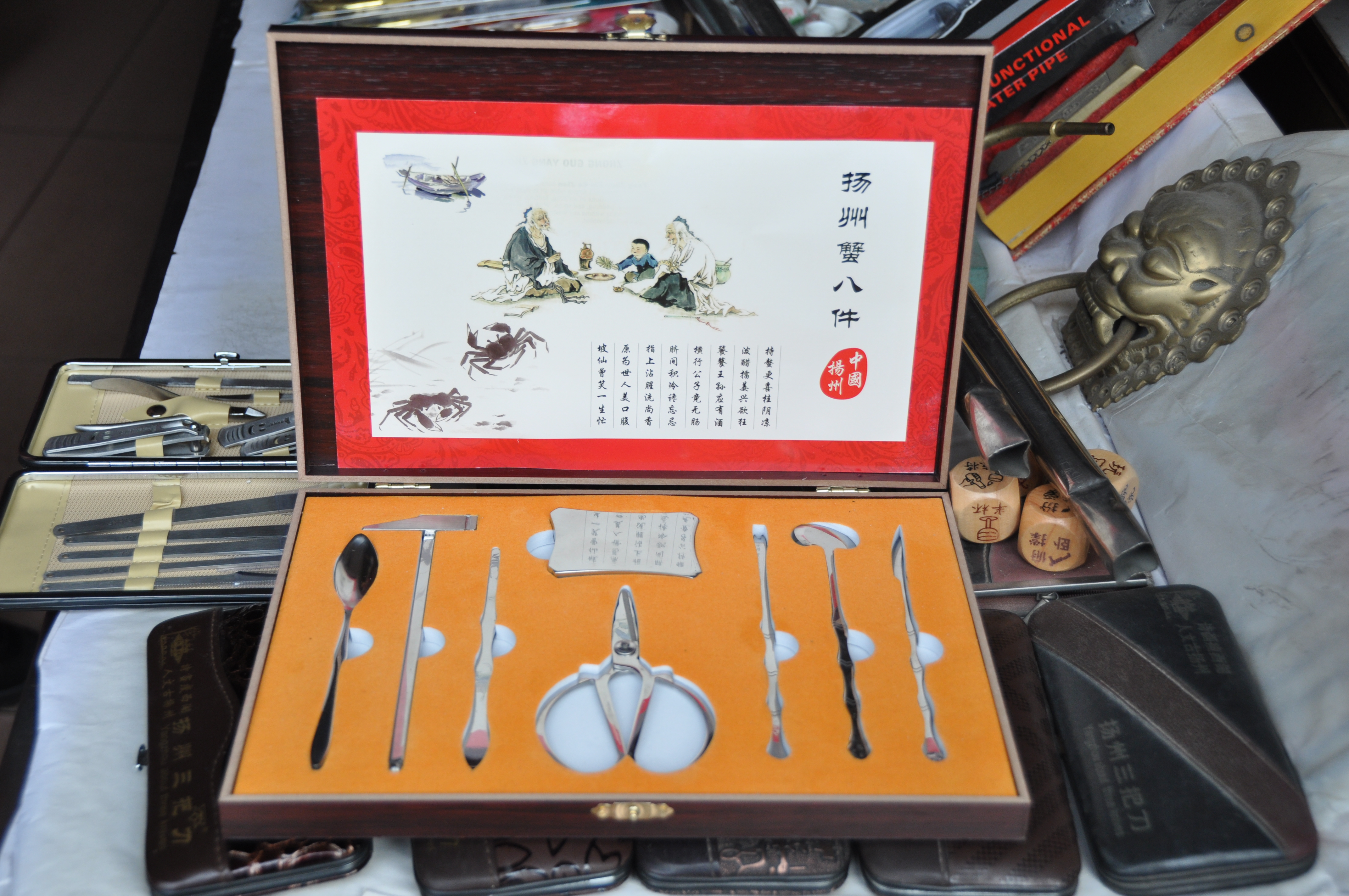
一套蟹八件

蟹八件是八种食蟹时用于处理螃蟹外壳与蟹肉的工具组合之合称，流行于苏州。包括锤、镦、钳、铲、匙、叉、刮、针八件餐具，可分别用于垫、敲、劈、叉、剪、夹、剔、盛等多种解蟹方式。
最初发明食蟹餐具的是一个名叫漕书的明朝人，为了在食用蟹类时省去一些麻烦，他首创了使用锤、刀、钳三件套来对付蟹类硬壳的方法。此后这种食蟹工具逐渐发展演化，到了晚清时期，苏州人制作了专门用以食蟹的工具“蟹八件”，曾一度成了苏州人出嫁的嫁妆。
食蟹工具的组合在历史上很多样，除了最初的三件和最常见的八件之外，还有四件、六件、八件、十件、十二件等组合，而鼎盛时期最多的一套食蟹工具总数可达六十四件。